# Два тиси в Кореїзі
Два ти́си в Кореїзі. Обхват 2,13 м і 2,20 м. Вік 800 років. Одні з найстаріших кримських тисів. Висота 12 м. Ростуть поруч нижче території пансіонату «Волга» в селищі Кореїз, Крим, ближче до струмка. Вимагають заповідання і огорожі.

## Ресурси Інтернету
- Фотогалерея самых старых и выдающихся деревьев Украины  [Архівовано 8 квітня 2014 у Wayback Machine.]

## Виноски
1. 1 2   Шнайдер С. Л., Борейко В. Е., Стеценко Н. Ф. 500 выдающихся деревьев Украины. — К.: КЭКЦ, 2011. — 203 с.